# Khaira Arby
Pour les articles homonymes, voir Arby.
Khaira Arby, née le 21 septembre 1959 à Tombouctou et morte le 19 août 2018 à Bamako, est une chanteuse malienne.

## Biographie
Fille d’un père touareg et d’une mère songhaï, Khaira Arby chante depuis son jeune âge  pour les mariages et les fêtes traditionnelles, puis, à onze ans, en 1972, dans une troupe de la ville de Tombouctou. C’est l’époque de la présidence de Moussa Traoré. La  politique culturelle de l’Etat malien veut sauvegarder et développer la culture malienne traditionnelle.  Prenant cette activité à cœur, Khaira Arby quitte un moment sa ville natale pour intégrer la troupe artistique de Gao, une ville à 400 km à l’est,  située comme Tombouctou sur le fleuve Niger et dans ce territoire de transition, le Sahel, entre le Sahara au nord et la savane au sud. Son père puis son mari tente de lui faire abandonner son rêve d’une carrière artistique, mais, après une pause, elle reprend cette activité musicale qui la passionne  au sein du groupe Badema National,. Elle divorce de ce mari réticent à lui voir emprunter cette voie, puis se remarie ultérieurement.
En 1992, elle se lance dans une carrière sous son nom, et est la première femme malienne à faire ce choix, ouvrant la voix,. À partir des années 2010, elle commence à se faire connaître au-delà du Mali  et sa musique reçoit notamment un accueil  favorable en Amérique du Nord. Elle effectue des tournées aux États-Unis, se produit au Pop Montréal en 2010, et au  FIJM en 2011,.
En 2012, les djihadistes, aidé d’ex-mercenaires Touareg revenant de Libye, envahissent le nord du Mali, et poussent leur avantage en s’emparant du Sahel . Khaira Arby doit prendre l’exil et s’installer temporairement  dans la capitale du Mali, Bamako. Dans sa ville natale de Tombouctou, les djihadistes menacent les membres de sa famille, et détruisent ses instruments. Trois ans plus tard, en 2015, elle peut retourner dans sa ville de Tombouctou.  « Notre religion n’a jamais interdit la musique. Le Prophète a été accueilli avec des chansons lorsqu’il est arrivé à La Mecque. Nous couper la musique, c’est comme nous empêcher de respirer. Mais on continue à lutter, et ça va aller, inch’Allah. » affirme-t-elle.
Elle meurt le 19 août 2018 à Bamako, où elle est inhumée.

## Œuvre
Khaira Arby écrit et chante dans les langues de la région, le  songhaï, le tamachek, le bambara, l’arabe. Sa voix spécifique, robuste et légèrement rayée, la caractérise. Ses paroles directes, abordent souvent des questions sensibles. Alors que les rébellions touarègues  se succèdent, en 1990-1996, 2006, en 2007-2009, elle prône la paix. Elle chante également sur les droits des femmes à l’autonomie, à la formation, au bonheur et à l’épanouissement, mais aussi contre les mutilations génitales féminines . Musicalement, elle mêle une instrumentation traditionnelle, recourant par exemple aux n'goni, njarka et tambours, à une instrumentation électrique.
Elle reçoit In Memoriam un Coup de Cœur Musiques du Monde 2019 de l’Académie Charles Cros le mercredi 20 mars 2019 à Portes-lès-Valence, dans le cadre du Festival « Aah ! Les Déferlantes ! ».

### Articles de presse
- (en) Banning Eyre, « Khaira Arby: Mali's Reigning Queen Of Song », NPR,‎ 31 août 2010 (lire en ligne).
- Rédaction LP, « Khaira Arby: avant de rentrer à Tombouctou », La Presse,‎ 6 mai 2012 (lire en ligne).
- Églantine Chabasseur, « Khaira Arby, la diva de Tombouctou », RFI,‎ 9 mars 2012 (lire en ligne).
- Rédaction LM, « Chronologie », Le Monde,‎ 17 janvier 2013 (lire en ligne).
- David Commeillas, « Au Mali, le luth continue », Libération,‎ 12 février 2016 (lire en ligne).
- Irène Verlaque, « Khaira Arby, la griotte résistante », Télérama,‎ 4 mai 2016 (lire en ligne).
- « Khaira Arby n'est plus : Une grande artiste quitte la scène », Malijet.co,‎ 19 août 2018 (lire en ligne)
- Rédaction LM, « Mort de la chanteuse Khaira Arby, « le rossignol de Tombouctou » », Le Monde,‎ 21 août 2018 (lire en ligne).